# Диего Лопес I де Аро
Диего Лопес I де Аро (исп. Diego López I de Haro; около 1075—1124/1126) — третий сеньор Бискайи из дома де Аро (1093—1124). Самый крупный кастильский магнат в Стране Басков и Риохе первой половины XII века. Кроме Бискайи, ему принадлежали Алава, Бурадон, Граньон, Нахера, Аро и, возможно, Гипускоа.

## Биография
Старший сын и преемник Лопе Иньигеса, 2-го сеньора Бискайи в 1076/1079 — 1093 годах. В 1093 году после смерти своего отца Лопе Иньигеса Диего унаследовал власть над Бискайей и, возможно, Гипускоа. Но провинция Алава, ранее также принадлежавшая дому Аро, перешла к его шурину Лопе Гонсалесу.
После смерти Гарсии Орноньеса в битве с маврами при Уклесе в 1108 году король Кастилии Альфонсо VI передал Граньон, Нахеру и Аро под контроль Диего Лопеса, сеньора Бискайи. В июне 1110 года Диего Лопес получил грамоту от королевы Кастилии Урраки, действовавшей без согласия короля Арагона Альфонсо I, в результате которой он получил от короны полный иммунитет для своих родовых владений от конфискации. После смерти Лопе Гонсалеса в 1110 году Диего Лопес унаследовал провинцию Алава и воссоединил под своей властью все отцовские земли. Диего Лопес стал впервые использовать топонимическую фамилию «де Аро», которая стала его родовой фамилией.
В 1109 году скончался король Леона и Кастилии Альфонсо VI. Еще в 1108 году после смерти своего единственного сына Санчо Альфонсо VI назначил своей наследницей дочь Урраку (1081—1126). Первым супругом Урраки с 1090 года был Раймунд Бургундский (ок. 1059—1107), граф Галисии и Коимбры. У них был сын Альфонсо (1105—1157), будущий король Галисии, Леона и Кастилии. Умирающий король Альфонсо VI Храбрый настоял на том, чтобы его дочь и наследница Уррака вступила в новый брак. Новым избранником Урраки стал её троюродный брат, король Арагона и Наварры Альфонсо I Воитель (1073—1134). Супруги заключили брачный договор, согласно которому их объединённые владения должен унаследовать их будущий сын. Этот договор лишал права наследования Альфонсо, сына Урраки от графа Раймунда Бургундского. Это вызвало недовольство кастильской знати.
Выступал на стороне королевы Кастилии Урраки в её борьбе против своего супруга, короля Арагона Альфонсо VI. В 1113 году король Альфонсо Воитель отстранил Диего Лопеса от власти над Нахерой, главным городом Ла-Риохи, и передал её арагонскому магнату и своему стороннику Фортуну Гарсесу Кахалю (ум. 1146). Диего Лопесу было позволено сохранить за собой Аро и Бурадон. Позднее Диего Лопес де Аро, находясь в хороших отношениях с королем Арагона Альфонсо VI, участвовал в его Реконкисте против Сарагосы в 1118 году и принимал участие в отвоевании мусульманских владений в 1119 году. В июле 1124 года Диего Лопес, сеньор Бискайи, поощряемый королевой Урракой или её сыном Альфонсо VII, при помощи графа Ладрона Иньигеса вновь поднял восстание против короля Арагона Альфонсо и был им самим осажден в замке Аро. Альфонсо конфисковал все владения Диего Лопеса и передал их Иньиго Веласу. Согласно некоторым источникам, Диего умер в 1124 году, вероятно, в боях. В то же время другие считают, что Диего Лопес скончался в 1126 году, потеряв все свои земли и титулы.
Диего Лопес был женат на некой Марии Санчес. Вероятно, что она была дочерью крупного арагонского магната Санчо Санчеса, графа Эрро и Тафальи в Наварре, и Эльвиры Гарсии, дочери Гарсии Ордоньеса (ум. 1108) и Урраки Гарсес (дочери короля Наварры Гарсии III. У супругов было четверо сыновей:
- Лопе Диас I (ум. 1170), сеньор Бискайи (1124—1170)
- Санчо Диас
- Фортун Диас
- Гил Диас